# José Maria Marques (radialista)
José Maria Marques (    — Recife, 29 de dezembro de 2010) foi um jornalista, radialista e apresentador de programas de televisão brasileiro. Exerceu ainda as atividades de publicitário, bancário e funcionário público.
José Maria Marques foi um dos pioneiros da televisão em Pernambuco, teve grande destaque na TV Jornal do Commercio, Canal 2, comandando programas como Bossa Dois, programa de auditório transmitido ao vivo nas tardes de domingo e Meu Bairro é o Maior, competição entre os bairros de Recife.
No início dos anos 70, com a formação das grandes redes de televisão, a programação local entrou em declínio, praticamente encerrando todos os programas de auditório.